# Xilingolite
Lo xilingolite è un minerale.